# 失衡的時間

女主人公哈莉特·維恩

《失衡的時間》又譯作《尋屍》（英文：Have His Carcase）是英國女偵探小説作家多萝西·L·塞耶斯的凶殺推理小説系列之一，該作品創作於1932年。這是以偵探大師彼得·溫西勛爵（Lord Peter Wimsey）為主角的第七部小説，書中的女主人公偵探小説家哈莉特·維恩（Harriet Vane）在多萝西-L-塞耶斯的系列小説中第二次出場。

## 故事梗概
偵探小説家哈莉特·維恩在英格蘭西南海岸的一次徒步旅行中，在距離維爾弗科姆度假村不遠的一個海邊岩石上發現了一具男尸。男尸的喉嚨被割斷。哈莉特拍下了照片，並注意到死亡時間不長，因爲男子身上的血跡未乾。沙灘上，除了她和受害者的脚印以外，沒有第三人的脚印。由於她孤單一人，又無通訊手段，只好步行到距發案現場幾英里的小鎮上打電話報警。然而等警方趕到時，尸體已被潮水衝走。
在朋友的提議下，彼得·溫西勛爵趕來與哈莉特·維恩一起展開調查。受害者的身份被卻認爲一個名叫保羅·阿列克塞（Paul Alexis）俄國裔人，他受雇于維爾弗科姆的一家酒店從事專業舞伴職業。根據現場觀察，警方認爲受害者是自殺。
溫西和哈莉特發現，死者在遇難前的那段時間，熱衷於閲讀魯利坦尼亞浪漫小説，他認爲自己是俄國沙皇尼古拉一世的後裔。他收到了一系列來源不明的密碼信件，這些信件使他相信，他會作爲新的沙皇合法繼承人被召喚囘俄國。
阿列克塞生前曾經與一個五十多嵗的守寡富婆韋爾登夫人訂婚。她的兒子亨利·韋爾登比他母親的這位情人大十多嵗，而且性情簡單粗暴。他對母親和這位伴舞郎訂婚感到震驚，並也擔心因爲阿列克塞與他母親的結婚而使他失去財產繼承權。他也前往維爾弗科姆督促調查，同時也對母親表示安慰。從作案動機上來説，韋爾登是一個嫌疑人，但是他有不在場證明。
表面上看，阿列克塞的死像是自殺，後來逐漸發現這是一個巧妙安排的謀殺作案。凶手以匿名的通訊員身份，利用阿列克塞沉湎於繼承沙皇的幻想，讓他準備好迎接一位可以將他帶往華沙的“海上騎士”爲由，將他引誘到海邊，到了海邊之後，凶手殺死了阿列克塞。凶手爲了製造自殺假象，騎馬穿過海邊出入案發現場從而避免留下了自己的脚印。
最終，溫西和哈莉特意識到，韋爾登并非看上去是個簡單的人物，而是一個一直以兩種不同身份生活的罪犯。韋爾登本人就是一個騎手，他的不在場證明是由兩個同謀者、一個朋友和他的妻子提供的。雖然他的不在場證明證實了遇難者死亡時間，但調查人員發現阿列克塞的死亡時間遠比想象的要早。哈莉特發現尸體的血跡未乾，這是因爲死者患有血友病的結果。韋爾登和他的同謀者後來試圖重新調整他的不在場證明以符合新證實的死亡時間，但沒有得逞。
當溫西和哈莉特破案之時，韋爾登夫人又交際上了酒店的另外一個男妓，一個名叫安東尼的法國舞男。

## 電視連續劇
1987年英國廣播公司（BBC）將該小説拍攝為四集電視連續劇。
- YouTube頻道第一集 （页面存档备份，存于）
- YouTube頻道第二集 （页面存档备份，存于）
- YouTube頻道第三集 （页面存档备份，存于）
- YouTube頻道第四集 （页面存档备份，存于）

## 外部鏈接
- Clothes in Books（页面存档备份，存于）